# P.F.K. CSKA Moskva
Đối với bài viết về câu lạc bộ thể thao, xem CSKA Moskva.
PFK CSKA Moskva (tiếng Nga: Профессиональный футбольный клуб – ЦСКА) hay câu lạc bộ bóng đá chuyên nghiệp - câu lạc bộ thể thao của quân đội (Moskva) là một câu lạc bộ bóng đá có trụ sở ở Moskva, Nga.

## Danh hiệu

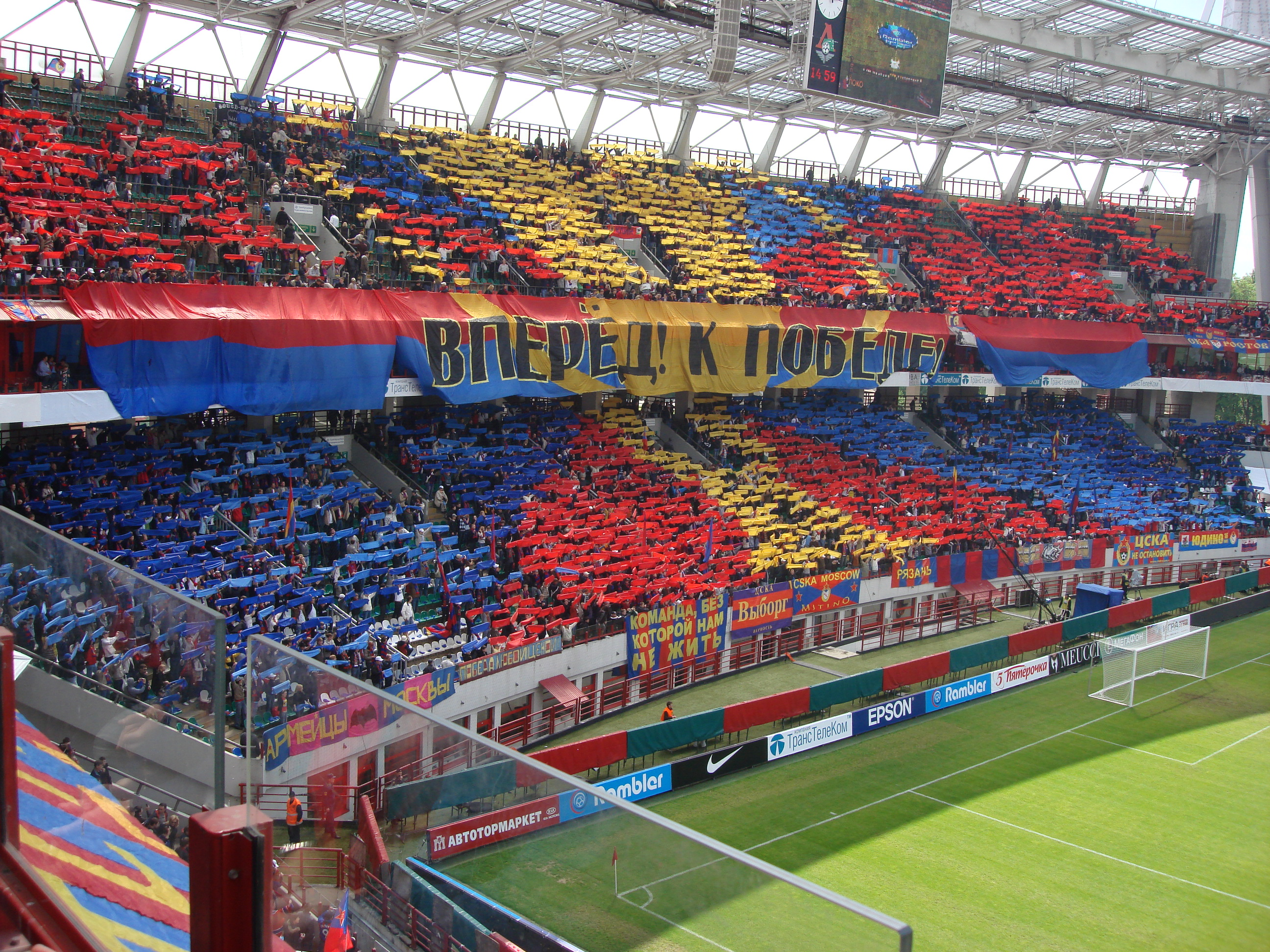
Cổ động viên CSKA Moskva

Vô địch
- Tập tin:UEFA Cup (adjusted).png UEFA Cup/Europa League: 1

2005
- Giải ngoại hạng Nga: 3

2003, 2005, 2006
- Cúp quốc gia Nga: 5

2002, 2005, 2006, 2008, 2009
- Siêu cúp Nga: 4 (kỉ lục)

2004, 2006, 2007, 2009
- Vô địch Liên Xô: 7

1946, 1947, 1948, 1950, 1951, 1970, 1991
- Cúp quốc gia Liên Xô: 5

1945, 1948, 1951, 1955, 1991
- First Channel Cup: 1

2007
Về nhì
- Giải ngoại hạng Nga: 4

1998, 2002, 2004, 2008
- Cúp quốc gia Nga: 3

1993, 1994, 2000
- Siêu cúp Nga: 1

2003
- Giải ngoại hạng Liên Xô: 4

1938, 1945, 1949, 1990
- Cúp quốc gia Liên Xô: 3

1944, 1967, 1992

## Biệt danh
Biệt danh ban đầu của CSKA là "Chuồng ngựa" bởi nơi tập luyện đầu tiên của họ được đặt ở một khu vực mà trước đó nó là một chuồng ngựa.Nó ban đầu được coi là hơi có phần xúc phạm, nên về sau nó đã được đổi thành "Những chú ngựa", và hiện nay biệt danh này được dùng bởi cầu thủ và fans như một cái tên quen thuộc, cùng với những từ khác như "Những anh chàng bộ đội" (tiếng Nga: армейцы) và "Đỏ-Xanh da trời" (Tiếng Nga: красно-синие).

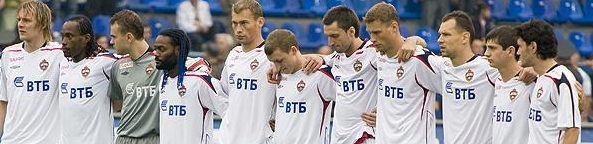
Câu lạc bộ CSKA Moskva vào năm 2008

## Đội hình hiện tại
Tính đến 7 tháng 9 năm 2021
Ghi chú: Quốc kỳ chỉ đội tuyển quốc gia được xác định rõ trong điều lệ tư cách FIFA. Các cầu thủ có thể giữ hơn một quốc tịch ngoài FIFA.
| Số | VT | Quốc gia   | Cầu thủ                   |
| -- | -- | ---------- | ------------------------- |
| 2  | HV | Nga        | Mário Fernandes           |
| 3  | HV | Brasil     | Bruno Fuchs               |
| 5  | HV | Nga        | Viktor Vasin              |
| 6  | TV | Nga        | Maksim Mukhin             |
| 7  | TV | Nga        | Ilzat Akhmetov            |
| 9  | TĐ | Nga        | Fyodor Chalov             |
| 10 | TV | Nga        | Alan Dzagoev              |
| 11 | TĐ | Nigeria    | Chidera Ejuke             |
| 14 | HV | Nga        | Kirill Nababkin (đội phó) |
| 19 | TV | Kazakhstan | Baktiyor Zaynutdinov      |
| 20 | TV | Nga        | Konstantin Kuchayev       |

| Số | VT | Quốc gia    | Cầu thủ                    |
| -- | -- | ----------- | -------------------------- |
| 25 | TV | Croatia     | Kristijan Bistrović        |
| 27 | HV | Bờ Biển Ngà | Cédric Gogoua              |
| 29 | TV | Slovenia    | Jaka Bijol                 |
| 35 | TM | Nga         | Igor Akinfeev (đội trưởng) |
| 42 | HV | Nga         | Georgi Shchennikov         |
| 46 | TĐ | Nga         | Vladislav Yakovlev         |
| 49 | TM | Nga         | Vladislav Torop            |
| 78 | HV | Nga         | Igor Diveyev               |
| 88 | TV | Na Uy       | Emil Bohinen               |
| 91 | TĐ | Nga         | Anton Zabolotny            |
| 98 | TV | Nga         | Ivan Oblyakov              |

### Cho mượn
Ghi chú: Quốc kỳ chỉ đội tuyển quốc gia được xác định rõ trong điều lệ tư cách FIFA. Các cầu thủ có thể giữ hơn một quốc tịch ngoài FIFA.
| Số | VT | Quốc gia | Cầu thủ                                                               |
| -- | -- | -------- | --------------------------------------------------------------------- |
| —  | TM | Nga      | Ilya Pomazun (tại Ural Yekatrerinburg đến hết mùa giải 2021–22)       |
| —  | HV | Nga      | Vadim Karpov (tại Tekstilshchik Ivanovo đến hết mùa giải 2021–22)     |
| —  | HV | Nga      | Vadim Konyukhov (at Zvezda Perm đến hết mùa giải 2021–22)             |
| —  | HV | Nga      | Maksim Yeleyev (at Amkar Perm đến hết mùa giải 2021–22)               |
| —  | TV | Nga      | Tigran Avanesyan (at Tekstilshchik Ivanovo đến hết mùa giải 2021–22)  |
| —  | TV | Nga      | Gocha Gogrichiani (at Tekstilshchik Ivanovo đến hết mùa giải 2021–22) |
| —  | TV | Nga      | Anton Krachkovsky (at Kairat Moscow đến hết mùa giải 2021–22)         |

| Số | VT | Quốc gia  | Cầu thủ                                                             |
| -- | -- | --------- | ------------------------------------------------------------------- |
| —  | TV | Nga       | Sergei Pryakhin (at Kairat Moscow đến hết mùa giải 2021–22)         |
| —  | TV | Nga       | Andrei Savinov (at Kairat Moscow đến hết mùa giải 2021–22)          |
| —  | TV | Iceland   | Arnór Sigurðsson (at Venezia đến hết mùa giải 2021–22)              |
| —  | TĐ | Argentina | Adolfo Gaich (at Huesca đến hết mùa giải 2021–22)                   |
| —  | TĐ | Mali      | Lassana N'Diaye (at Tekstilshchik Ivanovo đến hết mùa giải 2021–22) |
| —  | TĐ | Belarus   | Ilya Shkurin (at Dynamo Kyiv đến hết mùa giải 2021–22)              |
| —  | TĐ | Nga       | Vitali Zhironkin (at Volgar Astrakhan đến hết mùa giải 2021–22)     |

### Ban huấn luyện
Tính tới 11 tháng 3 năm 2009, theo Website liên đoàn bóng đá Nga Lưu trữ ngày 24 tháng 5 năm 2009 tại Wayback Machine
| Name                         | Vai trò                          |
| ---------------------------- | -------------------------------- |
| Zico                         | HLV trưởng                       |
| Edu                          | Trợ lý HLV                       |
| Vyacheslav Chanov            | HLV thủ môn                      |
| Paulo Paixao                 | HLV thể lực (giáo viên thể chất) |
| Sergey Yakunchikov           | Quản lý đội bóng                 |
| Oleg Ipatenko                | Bác sĩ                           |
| Alexander Laktyukhin         | Chuyên gia Massage               |
| Vasili Demchenko             | Chuyên gia Massage               |
| Mikhail Nasibov              | Chuyên gia Massage               |
| Ramon de Menezes Tulio Cesar | Bác sĩ tâm lý                    |

## Đội dự bị
Danh sách dưới đây được lấy từ Website của đội bóng và những cầu thủ này có thể được đôn lên để chơi ở đội I.
Ghi chú: Quốc kỳ chỉ đội tuyển quốc gia được xác định rõ trong điều lệ tư cách FIFA. Các cầu thủ có thể giữ hơn một quốc tịch ngoài FIFA.
| Số | VT | Quốc gia | Cầu thủ               |
| -- | -- | -------- | --------------------- |
| 26 | TĐ | Nigeria  | Sekou Oliseh          |
| 37 | HV | Nga      | Maksim Potapov        |
| 40 | TM | Nga      | Stanislav Plokhikh    |
| 41 | TV | Nga      | Dmitri Zameshayev     |
| 43 | TV | Nga      | Yevgeni Kobzar        |
| 44 | TV | Latvia   | Vitālijs Maksimenko   |
| 45 | TĐ | Nga      | Aleksandr Kudryavtsev |
| 46 | TV | Nga      | Aleksandr Stolyarenko |
| 47 | TV | Nga      | Yevgeni Sherenkov     |
| 48 | TV | Nga      | Igor Dragunov         |
| 49 | TV | Nga      | Aleksandr Vasilyev    |

| Số | VT | Quốc gia | Cầu thủ            |
| -- | -- | -------- | ------------------ |
| 51 | TV | Nga      | Aleksei Kiselyov   |
| 52 | HV | Nga      | Aleksei Nikitin    |
| 53 | TV | Nga      | Maksim Fyodorov    |
| 54 | HV | Serbia   | Uroš Ćosić         |
| 55 | HV | Nga      | Iskandar Dzhalilov |
| 56 | TĐ | Nigeria  | Ganiyu Oseni       |
| 57 | TV | Nga      | Nikita Andreyev    |
| 59 | HV | Nga      | Semyon Fedotov     |
| 60 | TM | Nga      | Ivan Skripnik      |
| 61 | TĐ | Nga      | Artak Grigoryan    |
| 77 | TM | Nga      | Artur Nigmatullin  |
| 91 | TĐ | Nga      | Anton Zabolotny    |

### Ban huấn luyện
Tính đến 4 tháng 12 năm 2008
| Tên              | Chức vụ     |
| ---------------- | ----------- |
| Jelle Goes       | HLV trưởng  |
| Valeri Minko     | Trợ lý HLV  |
| Yevgeny Varlamov | HLV         |
| Andrey Samorukov | HLV thủ môn |

## Cựu cầu thủ nổi tiếng
| Nga - Yuri Adzhem - Valentin Afonin - German Apukhtin - Vladimir Astapovsky - Anatoli Bashashkin - Yozhef Betsa - Vsevolod Bobrov - Valentin Bubukin - Vyacheslav Chanov - Yuri Chesnokov - Sergey Dmitriev - Sergei Fokin - Yuri Istomin - Vladimir Kaplichny - Vagiz Khidiyatullin - Anatoly Krutikov - Nikolai Manoshin - Valentin Nikolayev - Valeri Novikov - Yuri Nyrkov - Mikhail Perevalov - Aleksandr Petrov - Viktor Ponedelnik - Igor Ponomaryov - Anatoli Porkhunov - Boris Razinsky - Viktor Samokhin - Albert Shesternyov - Andriy Sidelnikov - Valeri Shmarov - Aleksandr Tarkhanov - Viktor Yanushevsky - Georgi Yartsev - Mikhail Yeremin - Stepan Yurchyshyn - Viktor Zvyagintsev - Dmitri Galiamin - Andrei Ivanov - Dmitri Kharine - Dmitri Kuznetsov - Igor Korneev - Oleg Sergeyev - Vladimir Tatarchuk - Andrei Mokh - Valeri Broshin - Serhiy Shmatovalenko | - Sergey Shustikov - Valery Karpin - Andrei Piatnitski - Andrei Afanasyev - Igor Akinfeev - Evgeni Aldonin - Aleksei Berezutski - Vasili Berezutski - Maksim Bokov - Yevgeni Bushmanov - Vyacheslav Dayev - Alan Dzagoev - Ilshat Faizulin - Sergei Filippenkov - Vladimir Gabulov - Rolan Gusev - Sergei Ignashevich - Dmitri Khokhlov - Dmitri Kirichenko - Sergei Kolotovkin - Oleg Kornaukhov - Alan Kusov - Vladimir Lebed - Veniamin Mandrykin - Yuri Matveyev - Valeri Minko - Ruslan Nigmatullin - Andrei Novosadov - Denis Popov - Vladislav Radimov - Sergei Semak - Igor Semshov - Dmitri Sennikov - Andrei Solomatin - Yevgeni Varlamov - Renat Yanbayev - Igor Yanovskiy - Artyom Yenin - Denis Yevsikov - Yuri Zhirkov - Vladislav Lemish Cựu cầu thủ Liên Xô - Yervand Krbachyan - Andrey Movsisyan - Tigran Petrosyan - Deni Gaisumov | - Dmitriy Kramarenko - Vyacheslav Geraschenko - Vadim Skripchenko - Nugzar Lobzhanidze - Askhat Kadyrkulov - Maksim Nizovtsev - Aivars Drupass - Juris Laizāns - Valdas Ivanauskas - Edgaras Jankauskas - Deividas Šemberas - Vladimir Cosse - Serghei Dadu - Oleg Shishkin - Yuri Baturenko - Andrei Manannikov - Valeri Sarychev - Dmitri Khomukha - Yuri Dudnyk - Ihor Kutepov - Timerlan Huseinov - Serhiy Perkhun - Bohdan Shershun - Dmytro Tiapushkin - Ulugbek Bakayev - Gennadi Denisov - Davranjon Faiziev - Alexander Geynrikh Châu Âu - Elvir Rahimić - Ivica Olić - Jiří Jarošík - Tomáš Necid - Dawid Janczyk - Miloš Krasić - Marek Hollý - Caner Erkin Nam Mĩ - Daniel Carvalho - Dudu Cearense - Jô - Vágner Love - Mark González Châu Phi - Ouwo Moussa Maazou - Chidi Odiah |

## Kỉ lục đội bóng
Tính đến 27 tháng 8 năm 2009

### Ra sân nhiều nhất
1. Vladimir Fedotov: 381
2. Vladimir Polikarpov: 341
3. Dmitri Bagrich: 312
4. Dmitri Galiamin: 292
5. Dmitri Kuznetsov: 291
6. Vladimir Kaplichny: 288
7. Sergei Semak: 282
8. Albert Shesternyov: 278
9. Yuri Chesnokov: 252
10. Aleksandr Tarkhanov: 249
11. Valeri Novikov: 245
12. Mikhail Kolesnikov: 244
13. Sergei Fokin / Valeri Minko: 242
14. Aleksei Grinin: 234
15. Vladimir Astapovsky: 226
16. Boris Kopeikin: 223
17. Elvir Rahimić: 210
18. Yuri Istomin: 206
19. Vladimir Tatarchuk: 205

### Ghi nhiều bàn nhất
1. Grigory Fedotov: 126
2. Vladimir Fedotov: 93
3. Vsevolod Bobrov: 82
4. Vladimir Dyomin: 81
5. Valentin Nikolayev: 79
6. Aleksei Grinin: 76
7. Vladimir Polikarpov: 74
8. Valeri Masalitin: 73
9. Yuri Chesnokov: 72
10. Boris Kopeikin: 71
11. Sergei Semak: 68
12. Aleksandr Tarkhanov: 61
13. Vágner Love: 61
14. Yuri Belyayev: 52
15. Dmitri Kuznetsov: 49
16. Igor Korneev / Vladimir Kulik: 48
17. Vladimir Tatarchuk: 44
18. Oleg Sergeyev: 43
19. German Apukhtin: 41

Các cầu thủ bôi đen là vẫn còn thi đấu